# إسبانيا في الألعاب البارالمبية الصيفية 1968
شارك إسبانيا في دورة الألعاب البارالمبية الصيفية 1968، التي أقيمت في تل أبيب بإسرائيل، في الفترة الممتدة من 4 نوفمبر حتى 13 نوفمبر.
حصد إسبانيا 4 ميداليات (3 فضية، 1 برونزية) محتلاً المرتبة 21 في الترتيب النهائي بين 29 دولة مشاركة.

## قائمة الميداليات
| الميدالية | الرياضي / الرياضية       | المنافسة | المسابقة             |
| فضية      | ماريا كارمين ريو باسكوال | سباحة    | 50 متر حرة 3 - سيدات |
| فضية      | ماريا كارمين ريو باسكوال | سباحة    | 50 متر صدر 3 - سيدات |
| فضية      | ميغيل كارول              | سباحة    | 50 متر صدر - رجال    |
| برونزية   | ميغيل كارول              | سباحة    | 100 متر صدر - رجال   |